# 田浦楽
田浦楽（たうら がく、1993年12月31日 - ）は、日本のドラマー、スタジオミュージシャン、レコーディングエンジニア、音楽プロデューサー、作曲家、作詞家である。埼玉県所沢市出身。

## 概要
ハードロック、ヘヴィメタルなどのジャンルを中心とした、セッションドラマー、音楽プロデューサー、レコーディングエンジニア、作曲家として活動。
また、メタルコア、ハードコアを始めとする、ラウドミュージック界隈バンドのサポートドラマーとしても活動しており、海外へのライブツアー活動も行っている。
メタルコアバンドCRYSTAL LAKEのメンバーでもあり、ドラマーとして活動している。

## 経歴
2008年7月、NOCTURNAL BLOODLUSTのドラマーとしてデビュー。
2011年6月、音楽的な意見相違を理由に脱退。田浦とメンバーとの間にはわだかまり等は無く、現在も友好な関係が続いている。
脱退後、スタジオミュージシャン、イメージソングやゲーム音楽等の楽曲提供、花冷え。、C-GATE、ROACH、夕闇に誘いし漆黒の天使達、等のバンド音楽プロデュースや、CRYSTAL LAKE、キバオブアキバ、山嵐、OZROSAURUS、A GHOST OF FLARE、ゆよゆっぺ等のツアーサポートドラマーとして参加。
2013年7月、自身のソロプロジェクトバンド「SOUL JAPAN」を結成。
2014年1月、ソロデビューアルバム「Cleave  EP」をJapan Music Systemから発売。音源ではドラムパートだけではなく、ギター、ボーカル、ベース、ドラム、全ての楽器を演奏している。ライブではギターパートを田浦が担当している。
2021年7月、メタルコアバンドCRYSTAL LAKEの正式メンバーとして加入。2012年サポート加入時と同じく、引き続きドラマーとして活動する。

## 主な参加バンド/プロデュース楽曲
- CRYSTAL LAKE
- 山嵐
- NOISEMAKER
- OZROSAURUS
- SHADOWS
- ゆよゆっぺ
- キバオブアキバ
- 夕闇に誘いし漆黒の天使達
- 花冷え。
- ROACH
- ぜんぶ君のせいだ。
- INUWASI
- LOYAL TO THE GRAVE
- C-GATE
- A GHOST OF FLARE
- HONE YOUR SENSE
- METAL SAFARI
- COHOL
- SOULJAPAN
- すごいバンド名にしたかった。(すごバン)
- WEATHERED(日本)
- FAKE ISLAND